# Carol van Dijk
Carol Lee van Dijk (ook Van Dyk, Vancouver, 22 april 1962) is een Nederlandse muzikante. Ze is vooral bekend als zangeres/gitariste van de Nederlandse indierockformatie Bettie Serveert, maar is ook actief in andere projecten waaronder de countryrockformatie Chitlin' Fooks samen met Pascal Deweze van Metal Molly en Sukilove.

## Biografie

### Jeugd
Van Dijk werd geboren in Vancouver. Toen haar ouders scheidden, werd zij op zevenjarige leeftijd naar Nederland gestuurd waar ze door haar grootouders werd opgevoed. Haar verblijf in Nederland zou van tijdelijke aard zijn, maar onder andere vanwege haar muzikale succes bleef ze uiteindelijk in Nederland.

### Betty Serveert en De Artsen
In 1986 werd de band Betty Serveert opgericht door Van Dijk en gitarist Peter Visser. Herman Bunskoeke speelde basgitaar. De leden kenden elkaar van een eerdere band, The Three Anikas. Daarnaast speelden Visser en Bunskoeke in de Arnhemse band De Artsen. Na zes maanden en één optreden werd Betty Serveert opgeheven.

### Bettie Serveert
In 1989 scoorden De Artsen met hun debuutalbum Conny waves with a shell. Van Dijk was inmiddels aangenomen als geluidsmixer. Een jaar later verliet zanger-gitarist Joost Visser de band plots, waarmee het lot van De Artsen bezegeld werd. Peter Visser en Bunskoeke besloten met Van Dijk en roadie Berend Dubbe in Amsterdam een nieuwe band te starten onder de naam Bettie Serveert. Deze band groeide uit tot een van de populairste alternatieve-rockbands van Nederland. Zo werd de band door Saskia Bosch van Trouw "ons beste exportproduct in de alternatieve popmuziek" genoemd. Het debuutalbum Palomine en het vervolg Lamprey werden goed ontvangen in binnen- en buitenland.

### Andere projecten
Met Pascal Deweze (Metal Molly, Sukilove) nam ze onder de naam Chitlin' Fooks het titelloze album Chitlin' Fooks op, gevolgd door Did it again een jaar later. Nadat Mauro Pawlowski het duo vervoegde ontstond Shadowgraphic City. Ter gelegenheid van een theatertour door Vlaanderen werd in 2003 het titelloze album Shadowgraphic City uitgebracht. In 2009 nam ze samen met Peter Visser het album Me & stupid op.

## Discografie

### Met Bettie Serveert
- Palomine, 1992
- Lamprey, 1995
- Dust bunnies, 1997
- Private suit, 2000
- Log 22, 2003
- Attagirl, 2004
- Bare stripped naked, 2006
- Pharmacy of love, 2010
- Oh, mayhem!, 2013
- Damaged good, 2016

### Met Chitlin' Fooks
- Chitlin' Fooks, 2001
- Did it again, 2002

### Met Shadowgraphic City
- Shadowgraphic City, 2003

### Met Peter Visser
- Me & stupid, 2009